# Борджиите
За сериала на телевизия Showtime вижте „Династията на Борджиите“.
„Борджиите“ (на английски: Borgia) е исторически сериал по идея на Том Фонтана. Развива се около издигането на власт на фамилията на Борджиите и тяхната доминация във Ватикана през Ренесанса.

## „Борджиите“ в България
В България сериалът започва на 15 декември 2011 г. по БНТ 1 от 20:45 с разписание понеделник, сряда и четвъртък от 21:00 и завършва на 16 януари 2012 г. На 31 януари 2014 г. започва втори сезон с разписание всеки петък, а часовете на излъчване варират между 22:00 и 23:30. На 18 март 2016 г. започва трети сезон, всеки понеделник, вторник и петък от 22:00. Последният епизод е излъчен на 18 април. Ролите се озвучават от артистите Радосвета Василева, Силвия Русинова в първи и втори сезон, Гергана Стоянова, Калин Сърменов в първи и втори сезон, Илиян Пенев, Камен Асенов, Васил Бинев в първи и трети сезон и Георги Георгиев-Гого във втори и трети.

## Епизоди

### Сезон 1
| Номер       | Заглавие                  | Първо излъчване в Италия | Първо излъчване в България |
| ----------- | ------------------------- | ------------------------ | -------------------------- |
| 1 (1 – 01)  | 1492                      | 10 юли 2011 г.           | 15 декември 2011 г.        |
| 2 (1 – 02)  | Ondata di calore          | 10 юли 2011 г.           | 21 декември 2011 г.        |
| 3 (1 – 03)  | A Sacred Vow              | 9 септември 2011 г.      | 22 декември 2011 г.        |
| 4 (1 – 04)  | Wisdom of the Holy Spirit | 9 септември 2011 г.      | 27 декември 2011 г.        |
| 5 (1 – 05)  | The Bonds of Matrimony    | 16 септември 2011 г.     | 28 декември 2011 г.        |
| 6 (1 – 06)  | Legitimacy                | 16 септември 2011 г.     | 29 декември 2011 г.        |
| 7 (1 – 07)  | Maneuvers                 | 23 септември 2011 г.     | 3 януари 2012 г.           |
| 8 (1 – 08)  | Prelude to an Apocalypse  | 23 септември 2011 г.     | 4 януари 2012 г.           |
| 9 (1 – 09)  | The Invasion of Rome      | 30 септември 2011 г.     | 9 януари 2012 г.           |
| 10 (1 – 10) | Miracles                  | 30 септември 2011 г.     | 11 януари 2012 г.          |
| 11 (1 – 11) | God's Monster             | 7 октомври 2011 г.       | 12 януари 2012 г.          |
| 12 (1 – 12) | The Serpent Rises         | 7 октомври 2011 г.       | 16 януари 2012 г.          |

### Сезон 2: Правила на любовта, правила на войната“
| Номер       | Заглавие                  | Първо излъчване във Франция | Първо излъчване в България |
| ----------- | ------------------------- | --------------------------- | -------------------------- |
| 13 (2 – 01) | The Time of Sweet Desires | 18 март 2013 г.             | 31 януари 2014 г.          |
| 14 (2 – 02) | Ash Wednesday             | 18 март 2013 г.             | 7 февруари 2014 г.         |
| 15 (2 – 03) | Palm Sunday               | 25 март 2013 г.             | 28 февруари 2014 г.        |
| 16 (2 – 04) | Pax Vobiscum              | 25 март 2013 г.             | 7 март 2014 г.             |
| 17 (2 – 05) | Ascension                 | 1 април 2013 г.             | 14 март 2014 г.            |
| 18 (2 – 06) | Pentecost                 | 1 април 2013 г.             | 21 март 2014 г.            |
| 19 (2 – 07) | The Blessed Trinity       | 8 април 2013 г.             | 28 март 2014 г.            |
| 20 (2 – 08) | A Morality Play           | 8 април 2013 г.             | 4 април 2014 г.            |
| 21 (2 – 09) | Transfiguration           | 15 април 2013 г.            | 11 април 2014 г.           |
| 22 (2 – 10) | The Assumption            | 15 април 2013 г.            | 18 април 2014 г.           |
| 23 (2 – 11) | The Seven Sorrows         | 22 април 2013 г.            | 16 май 2014 г.             |
| 24 (2 – 12) | Who Is Like God?          | 22 април 2013 г.            | 23 май 2014 г.             |

### Сезон 3: Триумф и забвение
| Номер       | Заглавие       | Първо излъчване във Франция | Първо излъчване в България |
| ----------- | -------------- | --------------------------- | -------------------------- |
| 25 (3 – 01) | 1495           | 15 септември 2014 г.        | 18 март 2016 г.            |
| 26 (3 – 02) | 1496           | 15 септември 2014 г.        | 21 март 2016 г.            |
| 27 (3 – 03) | 1497           | 22 септември 2014 г.        | 22 март 2016 г.            |
| 28 (3 – 04) | 1498           | 22 септември 2014 г.        | 25 март 2016 г.            |
| 29 (3 – 05) | 1499           | 29 септември 2014 г.        | 28 март 2016 г.            |
| 30 (3 – 06) | 1500           | 29 септември 2014 г.        | 29 март 2016 г.            |
| 31 (3 – 07) | 1501           | 6 октомври 2014 г.          | 1 април 2016 г.            |
| 32 (3 – 08) | 1502           | 6 октомври 2014 г.          | 4 април 2016 г.            |
| 33 (3 – 09) | 1503, Part One | 13 октомври 2014 г.         | 5 април 2016 г.            |
| 34 (3 – 10) | 1503, Part Two | 13 октомври 2014 г.         | 8 април 2016 г.            |
| 35 (3 – 11) | 1504           | 20 октомври 2014 г.         | 11 април 2016 г.           |
| 36 (3 – 12) | 1505           | 20 октомври 2014 г.         | 12 април 2016 г.           |
| 35 (3 – 13) | 1506           | 27 октомври 2014 г.         | 15 април 2016 г.           |
| 36 (3 – 14) | 1507           | 27 октомври 2014 г.         | 18 април 2016 г.           |